# 21799 Ciociaria
21799 Ciociaria è un asteroide della fascia principale. Scoperto nel 1999, presenta un'orbita caratterizzata da un semiasse maggiore pari a 3,0735133 UA e da un'eccentricità di 0,1309001, inclinata di 17,00500° rispetto all'eclittica.
L'asteroide è dedicato all'omonimo territorio, che corrisponde approssimativamente con la provincia di Frosinone, dove sorge l'osservatorio dove è avvenuta la scoperta.